# Johnny Moss
Johnny Moss, född 14 maj 1907 i Marshall i Texas, död 16 december 1995, var en amerikansk pokerspelare. 
Moss anses vara en av de största pokerspelarna i historien .
Det är bara Moss och Stu Ungar som har vunnit WSOP hela tre gånger (åren han vunnit är: 1970, 1971, 1974). Moss var även den absolut första WSOP-vinnaren, och han var även den första i en exklusiv skara att vinna WSOP två år i rad. Det första WSOP 1970 vann Moss genom omröstning: Moss fick alla röster av deltagarna utom sin egen när det bestämdes vem som hade spelat bäst.
1951 mötte Moss i en heads-up-match Nick Dandalos "The Greek", det är den mest kända heads-up som någonsin utspelats, trots att det är över ett halvt sekel sedan. Det tog hela fem månader att utse Moss till vinnaren, och när matchen var över hade "The Greek" förlorat omkring 30 miljoner kronor till Moss i dagens penningvärde. När "The Greek" väl insåg att han var körd yttrade han de berömda orden: "Mr Moss, I have to let you go."

## World Series of Poker-armband
| År   | Turnering                                   | Pris (US$) |
| ---- | ------------------------------------------- | ---------- |
| 1970 | World Series of Poker Championship*         | n/a        |
| 1971 | $5 000 No Limit Hold'em World Championship  | $30 000    |
| 1971 | Limit Ace to 5 Draw                         | $10 000    |
| 1974 | $10 000 No Limit Hold'em World Championship | $160 000   |
| 1975 | $1 000 Seven Card Stud                      | $44 000    |
| 1976 | $500 Seven Card Stud                        | $13 000    |
| 1979 | $5 000 Seven Card Stud                      | $48 000    |
| 1981 | $1 000 Seven Card Stud Hi-Lo                | $33 500    |
| 1988 | $1 500 Ace to Five Draw                     | $116 400   |

*1970 vann Moss genom omröstning